# Danseuses sur la scène
Danseuses sur la scène est un tableau peint par Edgar Degas en 1889. Il mesure 76 cm de haut sur 82 cm de large. Il est conservé au musée des Beaux-Arts de Lyon.
Il est mis en avant lors des illuminations de la place des Terreaux lors de la Fête des lumières de 2014.

## Thème
Degas est le peintre des danseuses en raison du grand nombre d’œuvres qu’il a consacrées à ce sujet au cours de la période 1860-1890.

## Analyses de l’œuvre
La découverte des estampes japonaises d'Hokusai ou d'Utamaro a permis à Degas (phénomène lié dans son ensemble au mouvement impressionniste) de libérer l'un des derniers verrous de la peinture académique, la vision de l'objet ; ainsi, Hokusai peint le Fuji-Yama vu derrière une citerne.
L'observation libérée, la représentation du mouvement des ballets permet à Degas de saisir tout ce qu'il y a d'imprévu dans l'aspect fugitif de ce monde.
Le peintre cherche à rendre les formes, les attitudes les plus diverses, sous l'effet de la lumière et du mouvement, en toute objectivité ; le thème se multipliera et les répétitions préalables au ballet deviennent son champ d'investigation, à la manière d'un paysage.
Il s’agit bien du monde des coulisses, des répétitions, de l’entraînement : ce tableau (comme la plus grande partie des 1500 pastels, peintures, gravures et dessins sur ce thème) ne dépeint pas les mouvements codifiés de la danse classique ou des représentations de spectacles. Degas cherche plutôt, dans une démarche naturaliste, à mettre en lumière l’opiniâtreté qui anime les danseuses de ballet.
Degas, qui s’inscrit parfaitement dans l’impressionnisme à ses débuts, s’en distingue toutefois par la vision personnelle et particulière qu’il porte sur les  éclairages artificiels et sur le mouvement de corps des ballerines.